# Falk & Pihl
Falk & Pihl var en svensk reklambyrå.
Byrån grundades 1971 som Falk & Partners av Lars Falk, Lars "Fille" Hansson, Ove Pihl, Ulf Rådegård och Magnus Åkerlind. De hade tidigare arbetat på Arbmans. År 1975 ombildades Falk & Partners som Falk & Pihl.
År 1981 såldes byrån till Doyle Dane Bernbach. Falk och Pihl stannade kvar i bolaget men lämnade över ledarskapet. 1982–1983 var tidningsdirektören Stefan Melesko vd för byrån. Han efterträddes av Claes Bergquist.
Lars Falk och Ove Pihl lämnade byrån under 1987. DDB Needham köpte under 1989 Carlsson & Broman som ny Sverigebyrå.
Saab-Ana var kund hos Falk & Pihl 1980–1987. Andra kunder var Uplandsbanken, Tor Line och Apoteksbolaget. Bland byråns kampanjer kan nämnas "En rökfri generation" från 1979 och framåt. Denna belönades med ett guldägg. Man fick även guldägg för annonser för Mölnlycke (1977), Tor Line (1981) och Dagens Industri (1982). Falk & Pihl skapade även konceptet "Mamma Scan" för Scan.